# Khady Sylla

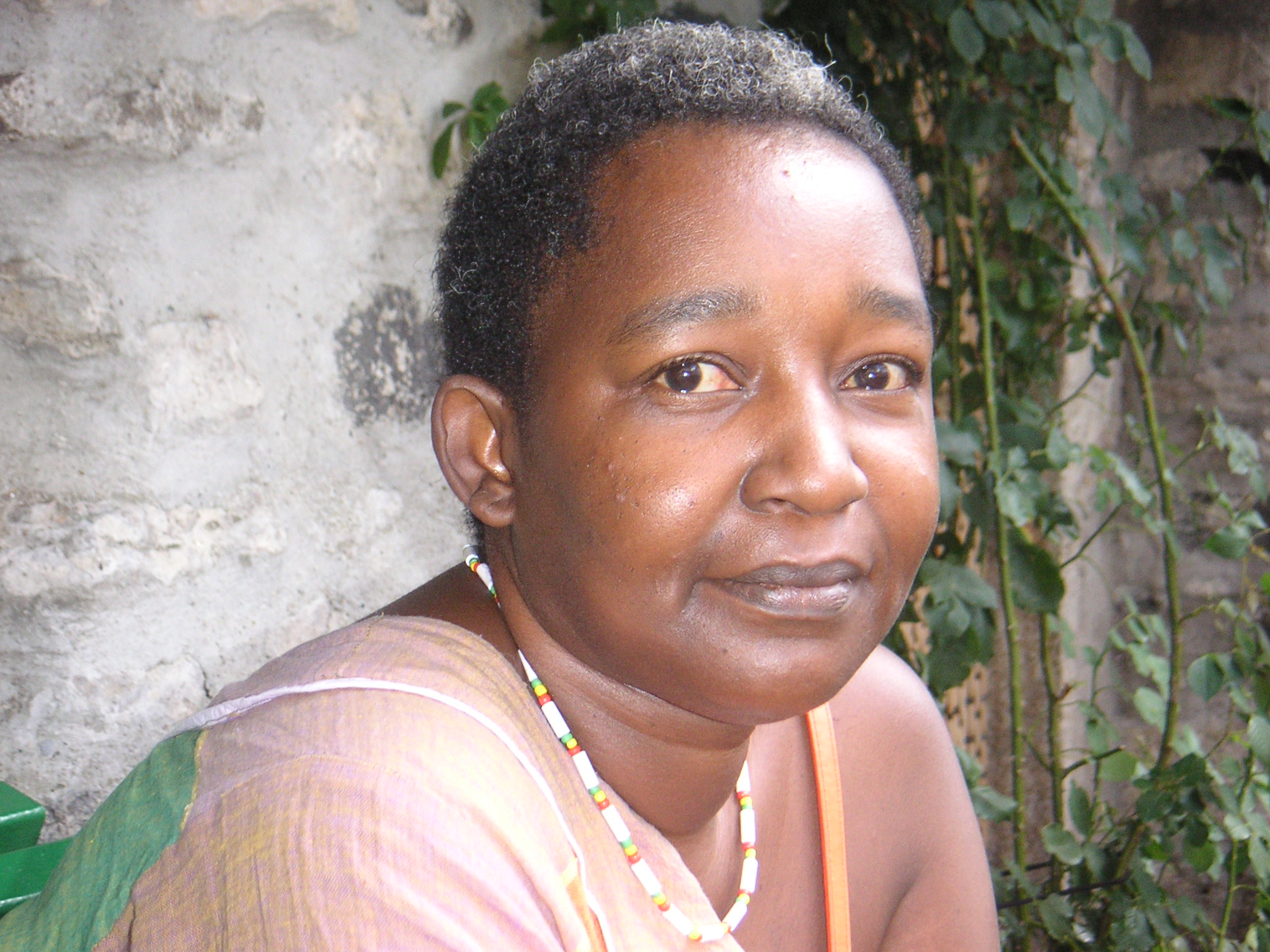
Khady Sylla en 2005.

Khady Sylla (Dakar, 27 de marzo de 1963 - Dakar, 8 de octubre de 2013) escritora de Senegal.

## Biografía
Realizó sus estudios superiores de comercio  en París. Escribió dos novelas, un relato y varias películas, y fue profesora de alemán en la Universidad Cheikh-Anta-Diop.

## Obra
Novelas
- Le Jeu de la Mer',  París: L'Harmattan, 1992. ISBN 2-7384-1563-6

Películas
- An Open Window
- Les Bijoux-(1997), corto
- Colobane Express (1999)
- Une fenêtre ouverte (2005), documental (52 min.)